# مودلنگتسا

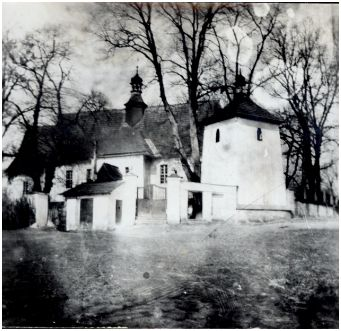
کلیسایی در مودلنیکا، دهه 1920

مودلنگتسا (به لاتین: Modlnica) یک روستا در لهستان است که در گمینا ویلکا ویش واقع شده‌است.
 مودلنگتسا  ۱٬۱۶۴ نفر جمعیت دارد و ۳۵۰ متر بالاتر از سطح دریا واقع شده‌است.